# Johannes Baptiste Olaf Fallize
Johannes Baptiste Olaf Fallize (Bettelange, 9 novembre 1844 – Lussemburgo, 23 ottobre 1933) è stato un vescovo cattolico e politico lussemburghese naturalizzato norvegese.

## Biografia
Monsignor Jean-Baptiste Fallize nacque a Bettelange, in Belgio, il 9 novembre 1844 da genitori lussemburghesi. Nella sua autobiografia, scrisse che la sua nascita e il suo battesimo vennero registrati in Belgio a Villers-la-Bonne-Eau, dal 1977 un quartiere della città di Bastogne, nella provincia del Lussemburgo. Il suo certificato di nascita afferma però che nacque nel vicino villaggio di Bettelange dove suo padre aveva lavorato in una conceria. I suoi genitori, Jean Fallize e Thérèse Pfeffer, erano lussemburghesi di Arsdorf, oggi parte del comune di Rambrouch, nel cantone di Redange. Nel 1850, quando Jean-Baptiste aveva sei anni, si trasferirono con i loro figli oltre il confine di Harlange, nel cantone di Wiltz, nel Granducato di Lussemburgo. A Harlange, Jean aprì un proprio laboratorio di conciatore e, in quella città, i bambini trascorsero il resto della loro infanzia. Uno di questi era Philippe-Michel Fallize (1855-1920), prete e missionario della Congregazione di Santa Croce che operò nella diocesi di Dacca come suo vicario generale per 21 anni, dal 1889 al 1910.

### Formazione e ministero sacerdotale
I genitori di Jean-Baptiste lo mandarono a studiare all'Ateneo di Lussemburgo, il seminario per i candidati al sacerdozio in Lussemburgo. Dopo essersi laureato nel 1866, accettò la richiesta di monsignor Nicolas Adames, il primo vescovo di Lussemburgo, e andò a Roma per studiare filosofia, teologia e altre materie al Pontificio collegio germanico-ungarico, il seminario di lingua tedesca, e alla Pontificia Università Gregoriana, l'ateneo della Compagnia di Gesù.
L'8 aprile 1871 fu ordinato presbitero nella basilica di San Giovanni in Laterano. L'anno successivo conseguì il dottorato in filosofia e teologia. Nel luglio del 1872 tornò in Lussemburgo e venne nominato direttore associato e poi direttore del nuovo collegio diocesano per ragazzi. Nel 1876 venne nominato parroco di Pintsch, nel cantone di Wiltz, nel nord del granducato.
Fin dall'inizio padre Fallize fu politicamente attivo. Fu anche giornalista e fondò e curò due settimanali, dal 1874 il Luxemburger Sonntags-blättchen für Stadt und Land  (Compendio domenicale lussemburghese per la città e lo Stato), ribattezzato nel 1876  Luxemburger Sonntagsblatt für Erbauung, Unterhaltung und Belehrung (Giornale domenicale lussemburghese per l'edificazione, l'intrattenimento e l'educazione), pubblicato fino al 1887 e destinato ai lettori cattolici, e il Luxemburger Volksblatt (Giornale del popolo del Lussemburgo) pubblicato dal 1880 al 1887 e destinato ai lettori politici. A loro aggiunse il Luxemburger Marienkalendar, l'almanacco di Santa Maria, nel 1877. Aveva già scritto un altro almanacco prima - il Luxemburger Hauskalendar (almanacco della Camera) nel 1874. Sul suo nuovo almanacco, avrebbe scritto per i successivi dieci anni, fino al 1887. Nel giro di pochi anni, assunse il controllo della maggior parte della stampa cattolica e delle operazioni editoriali del Granducato. Di stampo conservatore e ultramontanista, fu critico con i massoni, i liberali, il Kulturkampf e tutto ciò che minacciava la Chiesa cattolica. Alcuni dei suoi editoriali infastidirono il Primo ministro, il barone Félix de Blochausen, un liberale, tanto che il prete venne condannato a trenta giorni di carcere nel 1880. Nonostante questo il 14 giugno 1881 fu eletto membro della Camera dei deputati per rappresentare il cantone di Clervaux. Tuttavia, per reclamare il suo seggio, il 21 settembre 1881 dovette rinunciare alla sua parrocchia perché la sua nuova carriera non era compatibile con la sua vecchia carriera. Si trasferì nella capitale, Lussemburgo, dove sostenne il Partito della destra cattolica per sei anni, dal 1881 al 1888.
A causa delle sue attività, nel 1884 monsignor Johannes Joseph Koppes, il nuovo vescovo, lo nominò come economo - ovvero responsabile delle finanze e della logistica - e vicario generale della diocesi di Lussemburgo. L'anno seguente fondò anche le pubblicazioni Sankt-Paulus (oggi Saint-Paul Luxembourg) per pubblicare riviste e opuscoli a sostegno della Chiesa cattolica. Fu anche editore di un quotidiano nazionale, il Luxemburger Wort (oggi d'Wort), e prestò servizio in questa posizione per due anni, fino al 1887.
Il 6 febbraio 1887, visti i suoi successi nei mezzi di comunicazione e nella politica, papa Leone XIII lo nominò prefetto apostolico della Norvegia, protonotario apostolico e prelato della Camera papale.
Padre Fallize arrivò a Christiania tre mesi dopo, il 18 maggio 1887, per iniziare il suo mandato. Come dice il proverbio, è passato dall'essere un grande pesce in un piccolo stagno a un piccolo pesce in un grande stagno. Erano passati 350 anni da quando a causa della Riforma protestante i vescovi e i preti cattolici dovettero fuggire dalla Norvegia. I preti cattolici erano tuttavia attivi a Christiania dal 1843 e a Bergen dal 1854. Nel 1868 furono raggiunti dal primo superiore ecclesiastico e poi prefetto apostolico Bernard Bernard, un francese. Quando Fallize gli succedette, c'erano solo 800 fedeli e 16 sacerdoti in sole quattro parrocchie. La maggior parte di loro erano stranieri.
Caratterizzato da energia ed efficienza, padre Fallize, coadiuvato da un gruppo di sacerdoti giunti dal Lussemburgo, si propose di organizzare una comunità cattolica in tutta la Norvegia. Fondò parrocchie, scuole, ospedali e associazioni e costruì otto nuove chiese. Introdusse la liturgia romana e il canto gregoriano. Viaggiò molto per tutta la sua vasta prefettura, da Kristiansand alle isole Svalbard, e, nelle sue visite in altri paesi, raccolse fondi per la missione. Nel 1889, il suo secondo anno in Christiania, fondò la rivista cattolica settimanale St. Olaf Katholsk tidende (rivista Sant'Olaf), e la St. Olafs Trykkeri (pubblicazioni "Sant'Olaf") e, quattro anni dopo, pubblicò più di cinquanta titoli in norvegese. Nel 1901, istituì un ordine di suore francescane, una congregazione di chiamata così in onore di San Francesco Saverio, per occuparsi dei suoi ospedali e delle sue scuole. Era così attivo che ogni volta che i luterani di Norvegia pensavano alla Chiesa cattolica, vedevano due volti: padre Fallize e il papa.
Sebbene fosse lussemburghese, padre Fallize fu fedele al suo paese d'adozione. Pose una grande importanza sul patriottismo norvegese ed elogiò le vie norvegesi della democrazia e della tolleranza. Scrisse libri e articoli sulla Norvegia per i suoi lettori in Lussemburgo, Francia, Belgio, Germania, Austria e Svizzera. Ai suoi ex giornali, in particolare al Wort del Lussemburgo, inviò 24 lettere sulla Norvegia tra il 1887 e il 1898. Nel 1913 assicurò che la Santa Sede sarebbe stato la prima a riconoscere la sovranità norvegese sulle isole Svalbard e aggiunse il nome tedesco dell'arcipelago, "Spitsbergen", ai suoi titoli. Il 22 aprile 1881 ricevette la cittadinanza norvegese e, con essa, un nome nuovo e propriamente norvegese - Johannes Olav Fallize, in onore del patrono del suo paese adottivo, Sant'Olaf. Sei anni dopo, nel 1897, per la prima volta dalla Riforma protestante, celebrò a Trondheim la festa di Sant'Olaf.
Padre Fallize non era senza difetti. Era forte, acuto e intelligente, un buon uomo d'affari e amministratore ma, come spesso proclamava dal pulpito, "non posso tollerare le contraddizioni !" Era infatti un pastore della vecchia scuola, che chiedeva totale obbedienza nel nome della Chiesa, così entrò in conflitto con quasi tutti: la gente, le suore, le autorità civili e persino la Santa Sede. Dava ai suoi sacerdoti istruzioni dettagliate su tutto, inclusi vestiti, lo sport (che non voleva che il clero praticasse) e le biciclette. Disse ai genitori cattolici di mandare i loro figli nelle scuole cattoliche solo sotto la minaccia di scomunica, anche se il Vaticano lo supplicava di mantenere una linea più tenera.
Padre Fallize incorse anche in dei fallimenti. La Costituzione del 1814 aveva sancito il divieto contro "i gesuiti e altri ordini monacali" in tutta la Norvegia. Nel 1894 cercò di persuadere il Parlamento norvegese di revocare il divieto contro i gesuiti scrivendo e pubblicando un opuscolo, "Munken og Jesuiterne: Apologetisk Afhandling" (monaci e gesuiti, tesi di apologetica) nel quale smentiva i miti sui gesuiti e spiegava gli equivoci sulle loro dottrine e pratiche. Il Parlamento norvegese tuttavia non revocò il divieto per i successivi tre anni. Nel 1897 infatti "altri ordini monastici" furono autorizzati ad entrare in Norvegia ma i gesuiti dovettero aspettare il 1956.

### Ministero episcopale

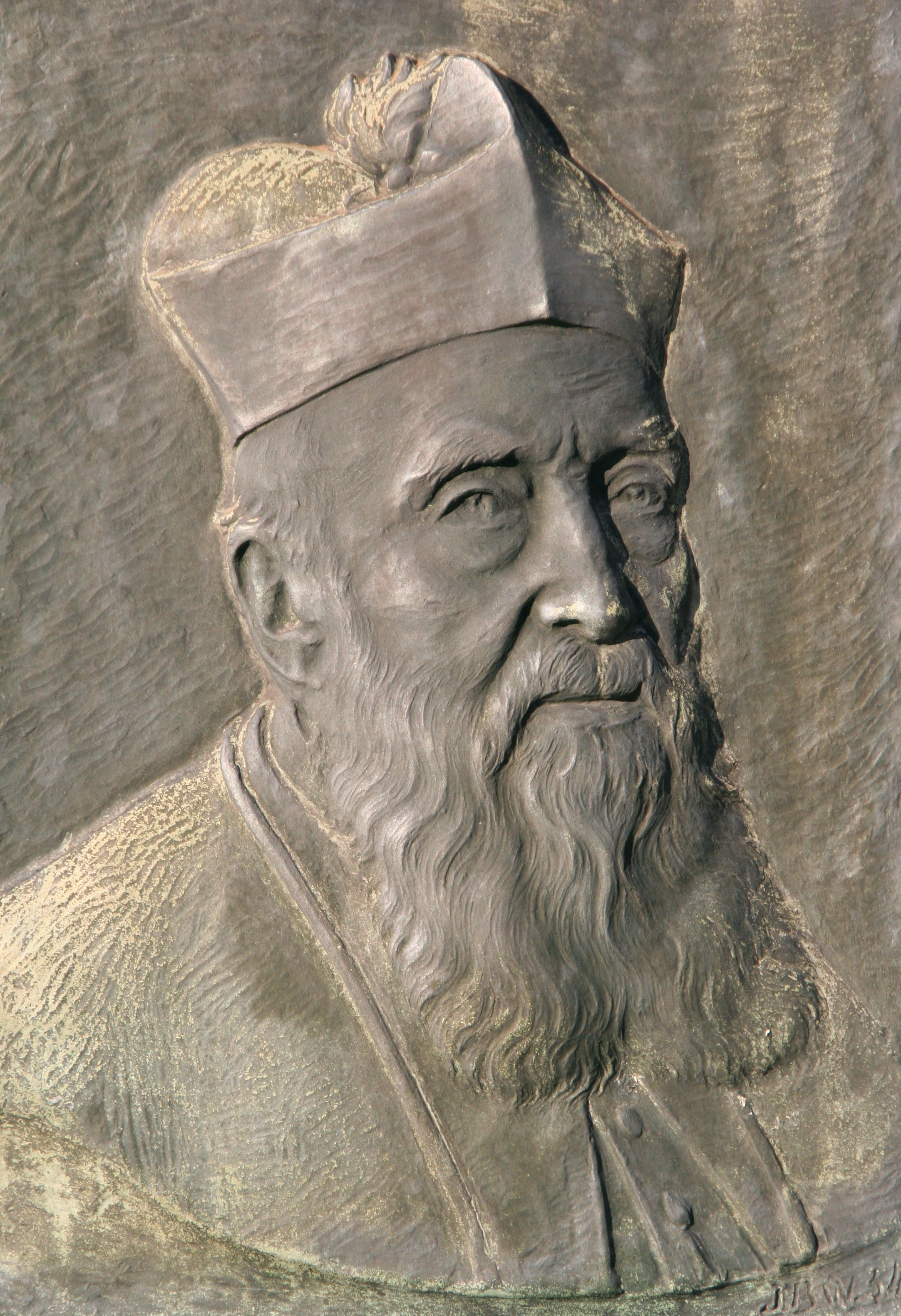
Ritratto di monsignor Johannes Baptiste Olaf Fallize sulla sua lapide nel cimitero di San Nicola a Lussemburgo.

Ciononostante, padre Fallize ebbe così tanto successo nei suoi sforzi che l'11 marzo 1892 papa Leone XIII elevò la prefettura apostolica a vicariato apostolico e lo nominò vicario apostolico di Norvegia e vescovo titolare di Elusa. Sebbene fosse ancora il capo della Chiesa cattolica in Norvegia, il nuovo titolo non aveva la gravità e l'autorità di un vescovo regolare. Ricevette l'ordinazione episcopale il 19 marzo nella cappella del Pontificio collegio germanico-ungarico a Roma dal cardinale Paul Ludolf Melchers, coconsacranti l'arcivescovo titolare di Seleucia di Isauria Tancredo Fausti e il vescovo ausiliare di Mechelen Victor-Jean-Joseph-Marie van den Branden de Reeth. Fu il primo vescovo cattolico a operare in Norvegia dai tempi della Riforma protestante.
Il 18 maggio 1912 fu insignito del titolo di commendatore dell'Ordine reale norvegese di Sant'Olav per le sue attività filantropiche e i suoi scritti sulla Norvegia. 23 giorni dopo, il 31 maggio, papa Pio X lo nominò assistente al Soglio Pontificio e conte papale di Roma per i suoi sforzi missionari e le sue conquiste nella crescita della Chiesa cattolica in Norvegia.
Il 21 giugno 1922 papa Pio XI accettò la sua rinuncia al governo pastorale della diocesi e il 9 ottobre successivo lo nominò arcivescovo titolare di Calcide di Grecia. La vecchiaia e la salute furono date come ragioni ufficiali ma uno dei biografi credeva che le sue dimissioni fossero state presentate su richiesta della Santa Sede che lo aveva trovato "un po' troppo ostinato e difficile". Tuttavia, rese la Chiesa cattolica più grande, migliore e più forte in Norvegia, con circa 2600 credenti in dieci parrocchie nel 1920.
Rimase a Bergen per i successivi due anni ma, il 25 aprile 1924, tornò in Lussemburgo, dove si ritirò nel convento di Santa Zita nella città di Lussemburgo.
Morì a Lussemburgo il 23 ottobre 1933 all'età di 89 anni. Le esequie si tennero il 31 ottobre nella cattedrale di Notre-Dame a Lussemburgo. È sepolto nel cimitero di San Nicola.

## Opere
Fluente in cinque lingue - tedesco, francese, norvegese, latino e olandese - monsignor Fallize era più di un semplice editore e giornalista. Scrisse poesie, editoriali, conferenze, resoconti, memorie e diari di viaggio ma i suoi argomenti non erano limitati alla Chiesa cattolica, alla Norvegia e al Lussemburgo.
Tra il 1864 e il 1869, quando era ancora studente all'Ateneo di Lussemburgo, scrisse un centinaio di poesie, in tutti gli stili che vanno dai ghazal alle sestine su certi aspetti della sua patria: il fiume Mosella, Vianden, l'emigrazione in America (suo fratello Philippe-Michel si era trasferito in quel continente), e altri, tra cui la Beata Vergine Maria.
Dopo il 1870 passò ai diari di viaggio. Scrisse dei suoi anni universitari a Roma su "Eine Reise nach Rom" (Un viaggio a Roma), pubblicato nel primo volume della Luxemburger Volksbibliothek (Biblioteca del popolo del Lussemburgo), una serie di letteratura cristiana che aveva fondato per essere letta quotidianamente a casa.
Quando era in Norvegia monsignor Fallize scrisse lunghe storie di viaggi che furono tradotte in tedesco, norvegese e portoghese e descrizioni della fauna selvatica, delle città, dei villaggi e dei paesaggi. Pubblicò quattro libri sui suoi viaggi nella Terra del Sole di Mezzanotte, tre in francese - "Tournée pastorales en Norvège" ("Visita pastorale della Norvegia") nel 1895, "Promenades en Norvège" ("Passeggiate in Norvegia") nel 1900 ed "Excursions en Norvège et chez les Lapons" ("Escursioni in Norvegia e con i Lapponi") nel 1912 - e uno in olandese "Verkenningstochten in Norwegen" ("Spedizione in Norvegia") nel 1904. Curò le lettere e le direttive papali in un libro, "Kirkelige Bekjendtgjørelser" ("Comunicazioni ecclesiastiche"), nonché opere di edificazione e libri scolastici. Diede il suo contributo a riviste come Katholische Missionen di Friburgo in Brisgovia, Les missions catholiques di Lione e St. Olav Katholsk tidende di Christiania. Complessivamente, le sue pubblicazioni totalizzarono più di cinquanta titoli. Uno di questi è "Der kleine Jesus als Applicant", un opuscolo giubilare pubblicato in norvegese nel 1895 e tedesco nel 1898 per incoraggiare i giovani cattolici a diventare preti, monaci e monache.

## Eredità
Vi è un monumento in onore di monsignor Fallize, con una cappella di accompagnamento, sul luogo dell'ex conceria dove un tempo lavorava suo padre, nella valle del Bëtlerbaach (in tedesco: Bettlingenbach), al confine con il Belgio.

## Genealogia episcopale
La genealogia episcopale è:
- Cardinale Scipione Rebiba
- Cardinale Giulio Antonio Santori
- Cardinale Girolamo Bernerio, O.P.
- Arcivescovo Galeazzo Sanvitale
- Cardinale Ludovico Ludovisi
- Cardinale Luigi Caetani
- Cardinale Ulderico Carpegna
- Cardinale Paluzzo Paluzzi Altieri degli Albertoni
- Papa Benedetto XIII
- Papa Benedetto XIV
- Papa Clemente XIII
- Cardinale Giovanni Carlo Boschi
- Cardinale Bartolomeo Pacca
- Cardinale Francesco Serra Cassano
- Arcivescovo Joseph Maria Johann Nepomuk von Fraunberg
- Cardinale Johannes von Geissel
- Vescovo Eduard Jakob Wedekin
- Cardinale Paul Ludolf Melchers, S.I.
- Arcivescovo Johannes Olaf Fallize